# 高川格
二十二世本因坊秀格（にじゅうにせいほんいぼう しゅうかく、1915年9月21日 - 1986年11月26日）本名：高川格（たかがわ かく）は、日本の囲碁棋士。本因坊戦9連覇の功績により名誉本因坊として高川秀格（たかがわ しゅうかく）と号し、後に二十二世本因坊を贈られる。和歌山県出身、光原伊太郎名誉八段門下。本因坊位の他にも、名人、十段等タイトル多数の、昭和を代表する名棋士の一人。「流水不争先」を信条とし、平明流とも言われる、合理的で大局観に明るい棋風。

## 経歴

### 生い立ち
和歌山県田辺町（現在の田辺市）生まれ。6歳頃に父の影響で碁を覚え、1925年に9歳で棋士を目指して上京し日本棋院に通うが、事情により2か月で帰郷する。1926年に大阪で光原伊太郎五段(当時)に入門し、高津中学（現大阪府立高津高等学校）に入学した1928年に入段、関西囲碁研究会に参加。1931年に光原の師の岩佐銈六段(当時)に2子で勝ち二段を許される。神戸の久保松勝喜代、京都の吉田操子の研究会にも参加した。
中学四年修了時に、学業の道を考えて大阪商科大学予科を受験したが、不合格となり、囲碁の道に進むことを決める。中学を卒業した1933年から東京の大手合に参加。この頃関西では、1年下の田中不二男と「天才田中、秀才高川」と並び称される。
1939年の大手合で五段昇段し、東京に移転、翌年に関西別院から日本棋院所属に移籍。この頃、藤沢庫之助、坂田栄男とともに日本棋院若手三羽烏と呼ばれた。
1942年結婚。妻は洋画家・園部邦香の娘。
七段昇段は1944年前期の大手合で、呉清源に初勝利しての昇段点獲得による。ただしこの次の最終局は兵役の召集による不戦敗であったため、規定局数不足として一旦は昇段無効となったが、後日公務による不戦敗を訴えて、ルール変更とともに昇段を認められた。兵役検査は丙種合格だったが、次いで12月、翌年6月にも大阪陸軍病院へ召集を受け、駐屯地宮崎で終戦を迎えた。
1946年9月からの「棋道」復刊時には、編集部員として参加。

### 本因坊9連覇と主な戦績
1952年、当時唯一の実力最強者決定戦であった本因坊戦の第7期リーグ戦は木谷實、坂田栄男、宮下秀洋、鯛中新と高川の5人が4勝2敗の同率であったが、鯛中、決定戦で坂田を破って挑戦者となった。橋本昭宇本因坊との七番勝負に4勝1敗で勝って本因坊位に就き、本因坊秀格と号した。またこれにより日本棋院は、本因坊位を持ったまま関西棋院として独立した橋本から、本因坊位を奪い返したこととなった。以降、本因坊位を9連覇する。
挑戦者と戦績は以下の通り。
- 第7期（1952年） 4-1 本因坊昭宇
- 第8期（1953年） 4-2 木谷実八段
- 第9期（1954年） 4-2 杉内雅男七段
- 第10期（1955年） 4-0 島村利博八段
- 第11期（1956年） 4-2 島村利博八段
- 第12期（1957年） 4-2 藤沢朋斎九段
- 第13期（1958年） 4-2 杉内雅男八段
- 第14期（1959年） 4-2 木谷実九段
- 第15期（1960年） 4-2 藤沢秀行八段
- 第16期（1961年） 1-4 坂田栄男九段

この中では第9期の杉内戦が最も苦戦したシリーズと述べている。10期目に坂田九段に敗れた。山形県米沢市で行われた最終局の5局目は半目負け、終局して感想の後高川が立ち上がると、室内にいた関係者や地元のファンから拍手が湧き、しばらく鳴り止まなかったという。1956年の5連覇により引退後の名誉本因坊を名乗る資格を得たが、9連覇の功績により、1964年の日本棋院創立40周年を期して現役で名乗ることを特に認められた。タイトル戦9連覇の記録は、その後趙治勲の本因坊10連覇まで永く破られることがなく、「不滅の金字塔」と呼ばれた。
本因坊戦では1964年、65年にも坂田に挑戦したが、いずれも敗れた。
その他のタイトルとして以下がある。
- 日本棋院選手権戦 1954、62、63年
- 王座 1954年
- 囲碁選手権戦 1961、67年
- 十段 1965年
- NHK杯争奪囲碁トーナメント 1966年
- 名人 1968年

1954年には当時の4つのタイトルのうちNHK杯を除く本因坊、王座、日本棋院選手権を制し、3冠王とも言われた。自身で棋士50歳限界説を唱えたこともあるが、1968年に53歳で林海峰に挑戦して名人位に就いた時は不死鳥と呼ばれ、呉清源からは「二枚腰の林さんに勝ったのだから、高川さんは三枚腰だ」などと言われた。
また1955年から56年に呉清源九段と十番碁を打ち、8局目で先相先に打込まれ、最終的には4勝6敗とした。呉とは1952年から7次に渡る、呉−本因坊三番碁を行い、第1次は段位差により先相先、第2次からは互先コミ4目半の手合割で、第1〜3次まで全敗、4次1勝2敗、5次3勝、6次2勝1敗、7次1勝2敗だった。
1975年には日中囲碁交流の訪中団団長を務め、4勝1敗2ジゴ。また同年名人、本因坊リーグ入りした。
それ以外の主な棋歴としては以下。
- 大手合 第二部優勝 1939年前期、第一部優勝 1940年前期、第一部七段リーグ1位 1953年
- NHK杯争奪囲碁トーナメント 準優勝 1954、59年
- 早碁名人戦 準優勝 1958年
- 日本棋院選手権戦 挑戦者 1959、60年
- 囲碁選手権戦準優勝 1960年
- 日本棋院第一位決定戦 挑戦者 1961、63年
- 王座戦 準優勝 1961年
- プロ十傑戦 2位 1964、65、66、67年
- 名人戦リーグ10期、本因坊戦リーグ22期（在位含む）、日本最強決定戦リーグ2期（1958-59年）

晩年に棋士会の会長をつとめた。1984年に白内障の手術。続く3月に体力の衰えを理由に現役を引退。1986年没。門下に太田清道九段。
1998年に名誉本因坊有資格者に永世称号を贈ることになり、二十二世本因坊とされる。生涯成績1169局660勝504敗5持碁（勝率5割6分7厘）。

### 名人戦問題
1952年に最初に名人戦創設が持ち上がった際には、日本棋院の渉外担当理事としてこれを推進したが、評議委員会での評決が賛成多数ながらも1票差であったことを受けてこれを撤回し、理事を辞任した。

### 受賞、褒賞
- 1968年 和歌山県文化賞、秀哉賞、棋道賞最優秀棋士賞・最多勝利賞（26勝12敗）・勝率第1位賞(.722)
- 1970年 第1回田辺市文化賞
- 1974年 紫綬褒章
- 1985年 大倉賞、勲三等旭日中綬章
- 2021年には日本棋院の第18回囲碁殿堂入り。

## 棋風・対局譜

### 棋風
低段時代は本因坊秀栄の影響を受け、それが「流水不争先」の元となった。「秀格烏鷺うろばなし」では「秀栄名人の碁は石運びに無理がなく、いざとなれば相手をねじ伏せる力を内に秘めながら、明るい大局観でサラサラと勝ってしまう。それはまるで水が高きから低きに流れ落ちる自然さに満ちている。」と述べている。秀格の号も、秀栄を意識して付けた。
新布石の流行にも大いに影響され、この時期の大手合でも初手天元などを打っている。新布石流行の後も星打ちを愛用し、特に黒番第1着はほとんどが星だった。
橋本との本因坊戦では、白番の碁でコミにかけるようゆっくりとした打ち方をし、橋本から「まるでぬるま湯につかっているみたいだ」と言われたが、コミ碁を意識した現代的な感覚でもあった。全局を見た厚い手を好み、「ボウシの高川」「一間の高川」などとも言われた。
「タヌキ」という渾名もあったが、これは第8期本因坊戦の直前の座談会で前田陳爾に「負けているようでも、急所はちゃんと勝っているし、タヌキだよ。」と評されたのが由来。本因坊位に就いた頃は非力と言われ、「高川のパンチではハエも殺せない」などとも言われたが、後に14期本因坊戦の対局中に、飛んでいた蠅を扇子で叩いて「僕だってハエぐらいは殺せる」と言ったというユーモアも持ち合わせていた。1952年の呉清源-本因坊三番碁で3連敗した時には「呉さんは私たちよりコミにして3目ほど強いよ」という言葉も残している。
坂田栄男とは多くのタイトル戦を戦ったが、その結果は坂田の14勝1敗と大差であり、天敵であったと言われるが、坂田からしても最も多くタイトルを争った棋士であり、その実力を高く評価している。

### 第七期本因坊戦
本因坊戦では、第5期に初リーグ入りして陥落。第6期にもリーグ入りしたが、2勝3敗の同率3名となり、陥落決定戦により陥落。またこの第6期では、挑戦手合七番勝負の1局目で立会人を勤め、第4局では新聞観戦記を担当した。第7期にも予選を勝ち抜いてリーグ入りし、4勝2敗の同率決戦で挑戦者となった。

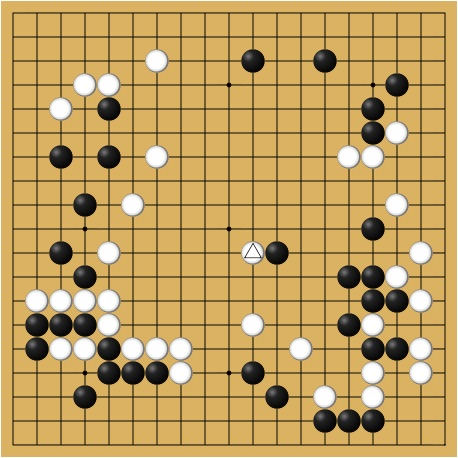
第7期本因坊戦第4局68手目

橋本昭宇との挑戦手合では、持ち時間について橋本は10時間、高川は13時間を主張し、結局は11時間で決着した。本因坊を関西棋院から日本棋院へ取り戻すことの期待と、高川では勝てないといった周囲の評などによる緊張で、第1局は前夜、1日目の夜とも一睡もできず、食事も喉を通らなかったという。対局は、橋本の128手目の歴史に残ると言われる妙手もあったが、先番の高川が白の大石を追い詰め、しかし最後に種石を抜かれる見損じによって敗れ「高川尻抜けの一局」と呼ばれた。2局目は白番でゆっくりとしたコミにかける打ち方で勝利、橋本から「ぬるま湯につかってるみたいで、さっぱり闘志が湧かない」と評された。続いて3局目から5局目まで連勝し、4勝1敗で本因坊位を獲得した。
持ち時間については、高川が渉外理事の立場で毎日新聞と交渉し、第8期からは10時間と確定させた。
「第7期本因坊戦 第4局 本因坊昭宇(先番)-高川格」1952年8月6-7日
左下は高川の好みの定石。白は手厚く打ち、左辺の黒の打ち込みにも中央を止め、68手目の△の手は1時間半の長考で、その後左右の黒をにらみながら中央の地を大きくまとめた。立会人の岩本薫から「高川七段の傑作である」と評され、白番の名局として知られている。

### 第七期名人戦

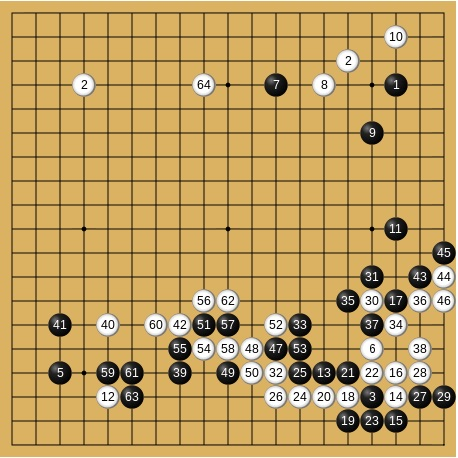
第7期名人戦第1局1-64手目

「第7期名人戦(旧) 第1局 林海峰-高川格(先番)」1968年8月21-22日
高川は第1期名人戦リーグで3勝9敗で陥落後、第4期にリーグ復帰、第6期は5勝2敗で2位、1968年の第7期は窪内秀知に負けたが7勝1敗で、名人戦3連覇中の林海峰への挑戦者となった。第2局は先番の高川が5目半のコミを意識した急戦志向で、黒17から右下で戦いになった。白38までの別れは黒がやや厚い。左下も黒41と戦いに備えて打ち、黒59、61と制して優勢になったが、黒63が緩着で、上辺ヒラキが大場だった。しかしその後黒は上辺で巧妙にシノぎながら、白の大石を攻める態勢として快勝した。その後第3、4、5局を粘り勝ちし、4勝1敗で初の名人位に就き、「不死鳥」と呼ばれた。第4局の局後に林は「20目も勝ってなきゃ、勝てるような気がしない」と語ったと言われる。
翌年第8期は林のリターンマッチを受け、3局目まで2勝1敗とリードしたが、続いて3連敗してタイトルを明け渡した。高川は棋士のゴルフ愛好会「どんぐり会」を作って会長になっていたが、その後会長も林に譲って、名誉会長となった。

## 趣味と交友
趣味の社交ダンス、ゴルフでは、棋士の草分け的存在と言われている。また、パチンコも趣味で、勝負で興奮した気持ちをパチンコで静めていたという。パチンコ産業をとりあげたNHKのドキュメンタリー番組にもインタビュー出演したことがある。
一方で酒が全く飲めない（体質的にアルコールを受け付けない）。初めて本因坊を獲得した際の祝勝会で、主催者の七條兼三（秋葉原ラジオ会館創業者）が乾杯の音頭を取った際に「酒が飲めない」と断ったところ、怒った七條が高川をねじ伏せて強引に酒を飲ませた。すると一杯しか飲んでいないにもかかわらず、急性アルコール中毒で病院に運ばれてしまった。
1953年に大阪の松坂屋に開設された娯楽場で、アマチュア指導をした。この時将棋の指導に来ていた大山康晴は、高川が本因坊となったのと同じ1952年に名人となり、関西から囲碁と将棋で同時に最高位者を出したのは史上初めてとして話題にされ、以後大山とは対談などで顔を合わせるようになった。

## 著作
打碁集
- 『わが本因坊戦の分析』東京創元社 1959年  第7期～第14期の全局を自戦解説
- 『現代の名局7・8 高川格』誠文堂新光社 1969年
- 『高川秀格全集』全8巻、日本棋院 1979年
- 『高川格 (上)(下) 現代囲碁大系18,19』 講談社 1981,83年
- 『高川秀格 現代囲碁名勝負シリーズ12』講談社 1987年

その他
- 『碁を始める人のために』 ハンドブック社 1952年（囲碁の入門書）
- 『高川囲碁読本』全5巻、平凡社 1967年
- 『序盤の30手』日本棋院 1970年
- 『囲碁学入門』日本棋院 1972年
- 『秀格烏鷺うろばなし』日本棋院 1972年（自伝と自選した随筆をまとめた本）
- 『布石辞典 (上)(下)』誠文堂新光社 1974年
- 『秀栄 日本囲碁大系17』筑摩書房 1976年

## 注
1. ↑  『私の履歴書14』（日本経済新聞社）P,174
2. ↑  『現代の名局 10 坂田栄男（下）』誠文堂新光社 P.246
3. ↑  『アサヒ相談室 囲碁』（朝日新聞社）P.67
4. ↑  1998年より名誉本因坊の名称が変更され、高川は「二十二世本因坊秀格」となった。
5. ↑  平本弥星『囲碁の知・入門編』（集英社新書）P.45
6. ↑  『現代囲碁名勝負シリーズ』
7. ↑  『秀格烏鷺うろばなし』
8. ↑  『盤上の人生 盤外の勝負』（河口俊彦著、マイナビ、2012年）
9. ↑  大山康晴「高川さんと私」（榊山潤編『囲碁随筆 碁がたき』1960年 南北社）